# 2e législature du Nouveau-Brunswick
La 2e législature du Nouveau-Brunswick a représenté le Nouveau-Brunswick de 1793 à 1795.
La législature fut organisée selon la volonté du gouverneur du Nouveau-Brunswick, Thomas Carleton. Toutes les sessions furent tenues dans un bâtiment loué à cet effet. Amos Botsford fut choisi comme président de la Chambre.

## Liste des députés
| District électoral | Nom                 |
| ------------------ | ------------------- |
| Saint John         | William Thomson     |
| Saint John         | William Pagan       |
| Saint John         | George Younghusband |
| Saint John         | Edward Sands        |
| Saint John         | Bradford Gilbert    |
| Saint John         | Elias Hardy         |
| York               | Daniel Murray       |
| York               | Archibald McLean    |
| York               | Stair Agnew         |
| York               | Jacob Ellegood      |
| Westmorland        | Amos Botsford       |
| Westmorland        | Thomas Chandler     |
| Westmorland        | William Black       |
| Westmorland        | Thomas Dixson       |
| Kings              | John Coffin         |
| Kings              | David Fanning       |
| Queens             | James Peters        |
| Queens             | John Yeamans        |
| Charlotte          | Robert Pagan        |
| Charlotte          | Daniel McMaster     |
| Charlotte          | Hugh Mackay         |
| Charlotte          | Peter Clinch        |
| Northumberland     | Ward Chipman        |
| Northumberland     | John Black          |
| Sunbury            | John Agnew          |
| Sunbury            | James Glenie        |